# Red Grooms

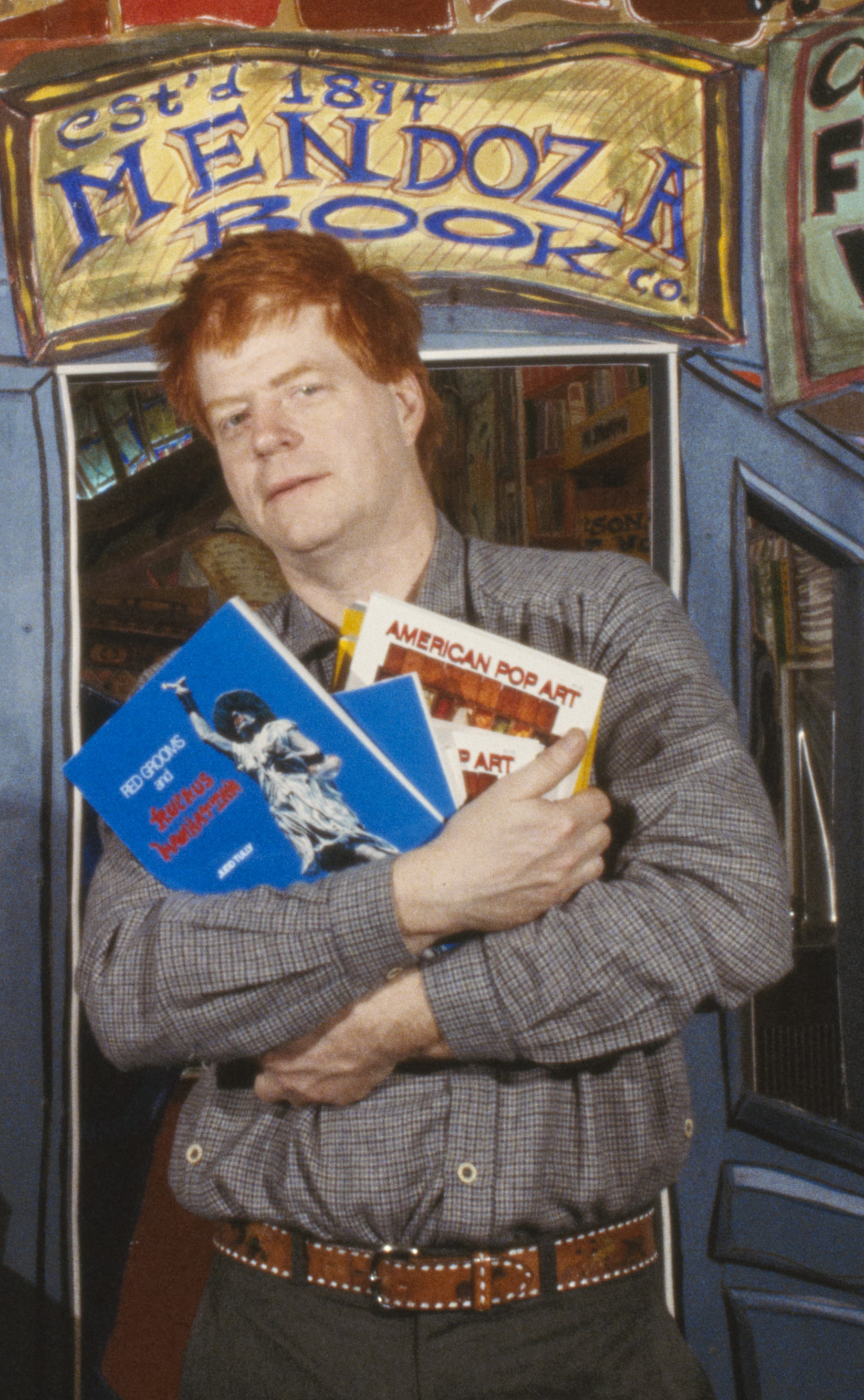
Fotografía que muestra al artista norteamericano "Red Grooms"

Red Grooms (nombre de nacimiento Charles Rogers Grooms nacido el 7 de junio de 1937) es un artista multimedia norteamericano conocido por sus coloridas construcciones pop describiendo frenéticas escenas de la vida urbana contemporánea. Recibió de Dominic Falcone, de la galería Sun en Provincetown el sobrenombre de «Red» cuando Grooms comenzaba su carrera artística estudiando con Hans Hofmann y al mismo tiempo trabajaba como lavaplatos en un restaurante.

## Antecedentes y educación
Grooms nació en Nashville, Tennessee durante la Gran Depresión. Estudió en el Art Institute of Chicago, y luego en el  Peabody College en Nashville. Un año después Grooms asistió a las clases de verano de la School of Fine Arts de Hans Hofmann en Provincetown, donde conoció a la pionera de la animación experimental Yvonne Andersen, con quien colaboró en varios cortometrajes.

## Carrera

### Primeras obras
A fines de la década de 1950 Grooms presentó una serie de happenings: el más conocido fue The Burning Building realizado en su estudio en Nueva York entre el 4 y el 1 de diciembre de 1959. Poco después Grooms inventó los «esculto-pictoramas», como su «Ruckus Manhattan», mezcla de instalación y pintura que se convertiría en su arte característico. Estas vibrantes construcciones tridimensionales combinaban pintura y escultura para crear obras transitables, que invitaban a la interacción  con el espectador. Las instalaciones se poblaron a menudo con personajes estilo historieta a todo color, de distintas condiciones de vida. Uno de sus grandes temas ha sido la pintura sobre cuerpos humanos, técnica que han copiado muchos artistas en sus propios estilos.

### Madurez artística
Las dos instalaciones más notables de Grooms, The City of Chicago (1967) y Ruckus Manhattan (1975) fueron enormemente populares entre el público. Ambos trabajos los realizó en colaboración con quien luego sería su esposa, la artista Mimi Gross. Junto con Gross fue protagonista de la película de Mike Kuchar Secret of Wendel Samson (1966) que cuenta la historia de un artista homosexual encubierto en torno a dos relaciones. En la década de 1990 Grooms vuelve a sus raíces en Tennessee, creando imitaciones de 36 personajes históricos de Nashville para el Tennessee Foxtrot Carousel.

### Otras obras
Además de pintura y escultura, Grooms es conocido por sus prolíficas impresiones. Ha experimentado con numerosas técnicas, creando impresiones en madera, esténciles pintados con spray, aguafuertes y elaboradas construcciones litográficas tridimensionales.

## Colecciones y honores
La obra de Grooms se ha exhibido en galerías en todo Estados Unidos, así como en Europa y Japón. Su arte forma parte de la colección de 39 museos, incluyendo el Art Institute of Chicago, el Museum of Modern Art en Nueva York, el Whitney Museum of American Art, the Metropolitan Museum of Art,Cheekwood Botanical Garden & Museum of Art en Nashville, y el Museo Carnegie de Pittsburg. 
En 2003 fue premiado con el Lifetime Achievement Award de la National Academy of Design.